# Juan Pablo López Pacheco
Juan Pablo López-Pacheco y Osorio (Madrid, 1716-Madrid, 27 de abril de 1751) fue un académico y noble español.

## Biografía
Era hijo de Mercurio Antonio López-Pacheco. Fue el XI Duque de Escalona, con grandeza de España, entre 1746 y 1751.
Además fue gentilhombre de cámara del rey Fernando VI, capitán general del Ejército, comendador de Alcuéscar en la Orden de Santiago y caballero de la Orden de San Jenaro. 
El 10 de junio de 1738 ingresó como académico de la Real Academia Española, ocupando el Sillón Q. El 19 de julio de 1746 fue elegido director de la Real Academia Española, en sustitución de su hermano Andrés, ocupando el cargo hasta su muerte el 27 de abril de 1751.

## Matrimonio y descendencia
Se casó con su sobrina María Ana López Pacheco Toledo y Portugal (1729-1768), XIV Marquesa de Aguilar de Campoo, VIII Marquesa de Frechilla, VIII Marquesa de la Eliseda, XVII Condesa de Castañeda, XI Condesa de Alcaudete y XIII Condesa de San Esteban de Gormaz, con lo que se solucionaron los problemas sucesorios con la misma. De este matrimonio tiene una hija llamada Petronila, que muere niña.